# Прва земаљска конференција КПЈ
Прва земаљска конференција Комунистичке партије Југославије одржана је од 3. до 17. јула 1922. у Бечу и представљала је проширени састанак 22 члана Заменичког извршног одбора и Извршног одбора КПЈ у емиграцији, који је Извршни одбор Коминтерне признао као компетентно представништво КПЈ.

## Рад Конференције
Након забране деловања КПЈ и преласка у илегалу, један део чланства сматрао је да у условима илегале треба деловати унутар легалне политичке странке. Ток Конференције показао је да су се у руководству КПЈ почела обликовати два супротстављена схватања о идејној и организационој изградњи илегалне револуционарне партије и њеној политици.
Дошло је до сукоба око тога треба ли да се расправља о узроцима пораза који је КПЈ претрпела, као и поводом избора новог руководства. Испољиле су се и разлике у оцени политичке ситуације у Југославији и у програмским ставовима који би из тога произлазили. Коста Новаковић, Павле Павловић и још неки делегати тражили су да Конференција испита узроке који су довели до разбијања КПЈ, сматрајући да она може да се обнови само ако се сагледају узроци њеног пораза и промени политика. Такође су захтевали да партијско руководство буде у Југославији, а не у иностранству.
Коста Новаковић је у духу Трећег конгреса Коминтерне сматрао да европски капитализам проживљава општу кризу, те да КПЈ мора искористити сва социјална и национална незадовољства у Краљевини СХС за формирање јединственог фронта против режима. С друге стране, Сима Марковић је сматрао да је КПЈ имала исправну политику и да није разбијена под ударцима класног непријатеља, него се „у реду повукла“. Полазио је од оцене да се не може очекивати брза промена власти у Југославији, да је револуција привремено одложена, те да КПЈ треба своје пароле и захтеве ограничити на уставне промене којима би се укинула најреакционарнија обележја политичког система, што би убрзало процес унутрашње класне диференцијације и стварало услове за размах класне борбе. Оцене и погледи Симе Марковића добили су подршку већине учесника Конференције при усвајању резолуција и избору новог руководства КПЈ.
На Конференцији су у Централно партијско веће били изабрани Сима Марковић, Љуба Радовановић, Лазар Стефановић, Михаило Тодоровић, Ђуро Ђаковић, Ловро Клеменчич, Славко Каурић, Милорад Барајевић и Драгутин Буквић. Извршни комитет Коминтерне потврдио је одлуке Конференције, уз неке измене у саставу партијског вођства (уместо Клеменчича и Каурића, који су били против оснивања илегалних партијских организација, у руковоство је био именован Триша Кацлеровић).

## Последице
Неслагања о битним питањима развитка југословенског комунистичког покрета показала су се и у раду Централног партијског већа. На основи извештаја већине и мањине у руководству КПЈ и писма Централне управе СКОЈ-а о тим идејним разликама расправљала је и посебна комисија Четвртог конгреса Коминтерне у новембру 1922, који је донео посебну резолуцију о „југословенском питању“. Опредељујући се према главном спору на Првој земаљској конференцији КПЈ (о узроцима пораза КПЈ), Конгрес је оценио да уништење КПЈ треба ипак у великој мери приписати њеној унутрашњој слабости, коју је видео у озбиљним грешкама и пропустима партијског вођства, попут пасивности револуционарне иницијативе, одсутности илегалне партијске организације, неспособности одбране од белог терора и остало.
Расцеп водећих другова на Конференцији био је, по оцени Коминтерне, изазван искључиво узроцима личног карактера. У односу према документима Конфенреције нису уочавана битна размимоилажења између партијске већине и мањине, те је закључено да нема никаквих разлога да се југословенска партија разбија на фракције које би с називале већином и мањином и захтевало се да се то јединство сачува и убудуће.